# United States Professional Tennis Championship
El U.S. Pro Tennis Championships fue un torneo de tenis celebrado entre los años 1927 y 1999. Formó parte de los Grand Slams profesionales entre los años 1927 y 1967, año en que se instauró la era Open. Aunque con la instauración de la era Open perdió el sentido de su existencia, se continuó celebrando hasta el año 1999, a veces formando parte del circuito ATP y otras veces como exhibición. 
Hasta la aparición de la era Open, el United States Professional Tennis Championship fue considerado uno de los torneos de tenis profesionales más prestigiosos del mundo junto con el Wembley Championship y el French Pro Championship.
La primera edición se celebró en el Notlek Courts de Brooklyn, se disputó sobre hierba entre los días 23-25 de septiembre de 1927. La última edición se celebró en el Longwood Cricket Club de Chestnut Hill sobre DecoTurf. El torneo se celebró en diversas ciudades: Nueva York, Chicago, White Sulphur Springs, Los Ángeles, Fort Knox, Cleveland y Chestnut Hill. Como consecuencia, el torneo se ha disputado en varias superficies como hierba, tierra batida, har-tru, cimiento y DecoTurf
Los resultados completos están disponibles 1927 y 1967.

## Palmarés

### Individual Masculino
| Año  | Campeón             | Finalista       | Resultado                        | Localización                                | Superficie             |
| ---- | ------------------- | --------------- | -------------------------------- | ------------------------------------------- | ---------------------- |
| 1927 | Vinny Richards      | Howard Kinsey   | 11−9, 6−4, 6−3                   | Notlek courts, Brooklyn                     | Hierba                 |
| 1928 | Vinny Richards      | Karel Kozeluh   | 8−6, 6−3, 0−6, 6−2               | West Side Tennis Club, Forest Hills, Queens | Hierba                 |
| 1929 | Karel Kozeluh       | Vinny Richards  | 6−4, 6−4, 4−6, 4−6, 7−5          | West Side Tennis Club                       | Hierba                 |
| 1930 | Vinny Richards      | Karel Kozeluh   | 2−6, 10−8, 6−3, 6−4              | West Side Tennis Club                       | Hierba                 |
| 1931 | Bill Tilden         | Vinny Richards  | 7−5, 6−2, 6−1                    | West Side Tennis Club                       | Hierba                 |
| 1932 | Karel Kozeluh       | Hans Nusslein   | 6−2, 6−3, 7−5                    | South Shore Country Club, Chicago           | Tierra batida          |
| 1933 | Vinny Richards (4)  | Francis Hunter  | 6−3, 6−0, 6−2                    | Westchester, Rye, Nueva York                | Hierba                 |
| 1934 | Hans Nusslein       | Karel Kozeluh   | 6−4, 6−2, 1−6, 7−5               | South Shore Country Club                    | Tierra batida          |
| 1935 | Bill Tilden (2)     | Karel Kozeluh   | 0−6, 6−1, 6−4, 0−6, 6−4          | Terrace Club, Brooklyn                      | Tierra batida          |
| 1936 | Joe Whalen          | Charles Wood    | 4−6, 4−6, 6−3, 6−2, 6−3          | Tudor City Tennis Club, Nova York           |                        |
| 1937 | Karel Kozeluh (3)   | Bruce Barnes    | 6−2, 6−3, 4−6, 4−6, 6−1          | White Sulfur Springs, Virgínia de l'Oest    | Har-Tru?               |
| 1938 | Fred Perry          | Bruce Barnes    | 6−3, 6−2, 6−4                    | Chicago Arena, Chicago                      | (indoor)               |
| 1939 | Ellsworth Vines     | Fred Perry      | 8−6, 6−8, 6−1, 20−18             | Beverly Hills Tennis Club, Los Ángeles      | Dura (ciment)          |
| 1940 | Don Budge           | Fred Perry      | 6−3, 5−7, 6−4, 6−3               | Chicago Town and Tennis Club, Chicago       | Tierra batida          |
| 1941 | Fred Perry (2)      | Dick Skeen      | 6−4, 6−8, 6−2, 6−3               | Chicago Town and Tennis Club                | Tierra batida          |
| 1942 | Don Budge (2)       | Bobby Riggs     | 6−2, 6−2, 6−2                    | West Side Tennis Club                       | Hierba                 |
| 1943 | Bruce Barnes        | John Nogrady    | 6−1, 7−9, 7−5, 4−6, 6−3          | Fort Knox                                   | Tierra batida          |
| 1944 | No realizado        | No realizado    | No realizado                     | No realizado                                | No realizado           |
| 1945 | Welby Van Horn      | John Nogrady    | 6−4, 6−2, 6−2                    | Rips Tennis Courts, Manhattan               | Tierra batida          |
| 1946 | Bobby Riggs         | Don Budge       | 6−3, 6−1, 6−1                    | West Side Tennis Club                       | Hierba                 |
| 1947 | Bobby Riggs         | Don Budge       | 3−6, 6−3, 10−8, 4−6, 6−3         | West Side Tennis Club                       | Hierba                 |
| 1948 | Jack Kramer         | Bobby Riggs     | 14−12, 6−2, 3−6, 6−3             | West Side Tennis Club                       | Hierba                 |
| 1949 | Bobby Riggs (3)     | Don Budge       | 9−7, 3−6, 6−3, 7−5               | West Side Tennis Club                       | Hierba                 |
| 1950 | Pancho Segura       | Frank Kovacs    | 6−1, 1−6, 8−6, 4−4, retirada     | Skating Club, Cleveland                     | Tierra batida (indoor) |
| 1951 | Pancho Segura       | Pancho González | Formato RR                       | West Side Tennis Club                       | Hierba                 |
| 1952 | Pancho Segura (3)   | Pancho González | 3−6, 6−4, 3−6, 6−4, 6−0          | Lakewood, Cleveland                         | (indoor)               |
| 1953 | Pancho González     | Don Budge       | 4−6, 6−4, 7−5, 6−2               | Lakewood, Cleveland                         | (indoor)               |
| 1954 | Pancho González     | Frank Sedgman   | 6−3, 9−7, 3−6, 6−2               | Cleveland Arena, Cleveland                  | (indoor)               |
| 1955 | Pancho González     | Pancho Segura   | 21−16, 19−21, 21−8, 20−22, 21−19 | Cleveland Arena                             | (indoor)               |
| 1956 | Pancho González     | Pancho Segura   | 21−15, 13−21, 21−14, 22−20       | Cleveland Arena                             | (indoor)               |
| 1957 | Pancho González     | Pancho Segura   | 6−3, 3−6, 7−5, 6−1               | Cleveland Arena                             | (indoor)               |
| 1958 | Pancho González     | Lew Hoad        | 3−6, 4−6, 14−12, 6−1, 6−4        | Cleveland Arena                             | (indoor)               |
| 1959 | Pancho González     | Lew Hoad        | 6−4, 6−2, 6−4                    | Cleveland Arena                             | (indoor)               |
| 1960 | Alex Olmedo         | Tony Trabert    | 7−5, 6−4                         | Cleveland Arena                             | (indoor)               |
| 1961 | Pancho González (8) | Frank Sedgman   | 6−3, 7−5                         | Cleveland Arena                             | (indoor)               |
| 1962 | Butch Buchholz      | Pancho Segura   | 6−4, 6−3, 6−4                    | Cleveland Arena                             | (indoor)               |
| 1963 | Ken Rosewall        | Rod Laver       | 6−4, 6−2, 6−2                    | West Side Tennis Club                       | Hierba                 |
| 1964 | Rod Laver           | Pancho González | 4−6, 6−3, 7−5, 6−4               | Longwood Cricket Club                       | Hierba                 |
| 1965 | Ken Rosewall        | Rod Laver       | 6−4, 6−3, 6−3                    | Longwood Cricket Club                       | Hierba                 |
| 1966 | Rod Laver           | Ken Rosewall    | 6−4, 4−6, 6−2, 8−10, 6−3         | Longwood Cricket Club                       | Hierba                 |
| 1967 | Rod Laver           | Andrés Gimeno   | 4−6, 6−4, 6−3, 7−5               | Longwood Cricket Club                       | Hierba                 |

1. ↑  La edición de 1937 fue el primer evento de tenis profesional abierto a tenistas amateurs. Esto hace que a veces sea considerado como el primer Abierto de los Estados Unidos.
2. ↑  En la edición de 1951 se disputó en Formato Round Robin, Segura lideró la clasificación 4-0 y González quedó segundo con un 3-1.
3. ↑  Las ediciones de 1955 y 1956 se disputaron con el sistema de puntuación Van Alen.
4. ↑  Las ediciones de 1955 y 1956 se disputaron con el sistema de puntuación Van Alen.

### Era Open
| Año  | Campeón                            | Finalista                          | Resultado                          | Localización                       | Superficie                         |
| ---- | ---------------------------------- | ---------------------------------- | ---------------------------------- | ---------------------------------- | ---------------------------------- |
| 1968 | Rod Laver                          | John Newcombe                      | 6−4, 6−4, 9−7                      | Longwood Cricket Club              | Gespa                              |
| 1969 | Rod Laver (5)                      | John Newcombe                      | 7−5, 6−2, 4−6, 6−1                 | Longwood Cricket Club              | Uni-Turf?                          |
| 1970 | Tony Roche                         | Rod Laver                          | 3−6, 6−4, 1−6, 6−2, 6−2            | Longwood Cricket Club              | Dura                               |
| 1971 | Ken Rosewall (3)                   | Cliff Drysdale                     | 6−4, 6−3, 6−0                      | Longwood Cricket Club              | Dura                               |
| 1972 | Bob Lutz                           | Tom Okker                          | 6−4, 2−6, 6−4, 6−4                 | Longwood Cricket Club              | Dura                               |
| 1973 | Jimmy Connors                      | Arthur Ashe                        | 6−3, 4−6, 6−4, 3−6, 6−2            | Longwood Cricket Club              | Dura                               |
| 1974 | Björn Borg                         | Tom Okker                          | 7−6, 6−1, 6−1                      | Longwood Cricket Club              | Har-Tru                            |
| 1975 | Björn Borg                         | Guillermo Vilas                    | 6−3, 6−4, 6−2                      | Longwood Cricket Club              | Har-Tru                            |
| 1976 | Björn Borg (3)                     | Harold Solomon                     | 6−7, 6−4, 6−1, 6−2                 | Longwood Cricket Club              | Har-Tru                            |
| 1977 | Manuel Orantes                     | Eddie Dibbs                        | 7−6, 7−5, 6−4                      | Longwood Cricket Club              | Har-Tru                            |
| 1978 | Manuel Orantes (2)                 | Harold Solomon                     | 6−4, 6−3                           | Longwood Cricket Club              | Har-Tru                            |
| 1979 | José Higueras                      | Hans Gildemeister                  | 6−3, 6−1                           | Longwood Cricket Club              | Har-Tru                            |
| 1980 | Eddie Dibbs                        | José Luis Clerc                    | 6−2, 6−1                           | Longwood Cricket Club              | Har-Tru                            |
| 1981 | José Luis Clerc                    | Hans Gildemeister                  | 0−6, 6−2, 6−2                      | Longwood Cricket Club              | Har-Tru                            |
| 1982 | Guillermo Vilas                    | Mel Purcell                        | 6−4, 6−0                           | Longwood Cricket Club              | Har-Tru                            |
| 1983 | José Luis Clerc (2)                | Jimmy Arias                        | 6−3, 3−6, 6−0                      | Longwood Cricket Club              | Har-Tru                            |
| 1984 | Aaron Krickstein                   | José Luis Clerc                    | 7−6, 3−6, 6−4                      | Longwood Cricket Club              | Har-Tru                            |
| 1985 | Mats Wilander                      | Martín Jaite                       | 6−2, 6−4                           | Longwood Cricket Club              | Har-Tru                            |
| 1986 | Andrés Gómez                       | Martín Jaite                       | 7−5, 6−4                           | Longwood Cricket Club              | Har-Tru                            |
| 1987 | Mats Wilander (2)                  | Kent Carlsson                      | 7−6, 6−1                           | Longwood Cricket Club              | Har-Tru                            |
| 1988 | Thomas Muster                      | Lawson Duncan                      | 6−2, 6−2                           | Longwood Cricket Club              | Har-Tru                            |
| 1989 | Andrés Gómez                       | Mats Wilander                      | 6−1, 6−4                           | Longwood Cricket Club              | Har-Tru                            |
| 1990 | Martín Jaite                       | Libor Nemecek                      |                                    | Longwood Cricket Club              | Har-Tru                            |
| 1991 | Andrés Gómez (3)                   | Andrei Cherkasov                   |                                    | Longwood Cricket Club              | Har-Tru                            |
| 1992 | Ivan Lendl                         | Richey Reneberg                    | 6−3, 6−3                           | Longwood Cricket Club              | DecoTurf                           |
| 1993 | Ivan Lendl                         | Todd Martin                        | 5−7, 6−3, 7−6                      | Longwood Cricket Club              | DecoTurf                           |
| 1994 | Ivan Lendl (3)                     | MaliVai Washington                 | 7−5, 7−6                           | Longwood Cricket Club              | DecoTurf                           |
| 1995 | No completado a causa de la lluvia | No completado a causa de la lluvia | No completado a causa de la lluvia | No completado a causa de la lluvia | No completado a causa de la lluvia |
| 1996 | No disputado                       | No disputado                       | No disputado                       | No disputado                       | No disputado                       |
| 1997 | Sjeng Schalken                     | Marcelo Ríos                       | 7−5, 6−3                           | Longwood Cricket Club              | DecoTurf                           |
| 1998 | Michael Chang                      | Paul Haarhuis                      | 6−3, 6−4                           | Longwood Cricket Club              | DecoTurf                           |
| 1999 | Marat Safin                        | Greg Rusedski                      | 6−4, 7−6(11)                       | Longwood Cricket Club              | DecoTurf                           |

1. ↑  En las ediciones de 1990 y 1994 el torneo era de exhibición y no formaba parte del circuito ATP
2. ↑  En las ediciones de 1990 y 1994 el torneo era de exhibición y no formaba parte del circuito ATP
3. ↑  En las ediciones de 1990 y 1994 el torneo era de exhibición y no formaba parte del circuito ATP
4. ↑  En las ediciones de 1990 y 1994 el torneo era de exhibición y no formaba parte del circuito ATP
5. ↑  En las ediciones de 1990 y 1994 el torneo era de exhibición y no formaba parte del circuito ATP